# British Home Championship 1907
British Home Championship 1907 – dwudziesta trzecia edycją turnieju piłki nożnej między reprezentacjami z Wielkiej Brytanii. Tytułu broniły Anglia i Szkocja, straciły go jednak na rzecz Walii. Był to pierwszy tryumf Walijczyków w Mistrzostwach Brytyjskich, tym pełniejszy, że królem strzelców został reprezentant tego kraju – William Jones.

## Turniej
| 16 lutego 1907 | Anglia · Hardman | 1 : 0 | Irlandia | Goodison Park, Liverpool |
|                |                  |       |          |                          |

| 23 lutego 1907 | Irlandia · O’Hagan · Sloan | 2 : 3 | Walia · Morris · Meredith · Jones | Solitude Ground, Belfast |
|                |                            |       |                                   |                          |

| 4 marca 1907 | Walia Morris | 1 : 0 | Szkocja | Racecourse Ground, Wrexham |
|              |              |       |         |                            |

| 16 marca 1907 | Szkocja · O’Rourke · Walker · Thomson k' | 3 : 0 | Irlandia | Celtic Park, Glasgow |
|               |                                          |       |          |                      |

| 18 marca 1907 | Anglia · Stewart | 1 : 1 | Walia · Jones | Craven Cottage, Londyn |
|               |                  |       |               |                        |

| 6 kwietnia 1907 | Anglia · Bloomer | 1 : 1 | Szkocja · Crompton sam' | St James’ Park, Newcastle |
|                 |                  |       |                         |                           |

## Tabela
| Msc. | Zespół   | M | W | R | P | Pkt+ | Pkt- | Pkt |
| ---- | -------- | - | - | - | - | ---- | ---- | --- |
| 1    | Walia    | 3 | 2 | 1 | 0 | 5    | 3    | 5   |
| 2    | Anglia   | 3 | 1 | 2 | 0 | 3    | 2    | 4   |
| 3    | Szkocja  | 3 | 1 | 1 | 1 | 4    | 2    | 3   |
| 4    | Irlandia | 3 | 0 | 0 | 3 | 2    | 7    | 0   |

## Strzelcy
2 gole
- William Jones

1 gol
- Harold Hardman
- Charlie O’Hagan
- Harold Sloan
- Richard Morris
- Billy Meredith
- Grenville Morris
- Francis O’Rourke
- Bobby Walker
- Charlie Thomson
- Jimmy Stewart
- Steve Bloomer

### Gole samobójcze
- Bob Crompton dla  Szkocji